# Joc de les diferències

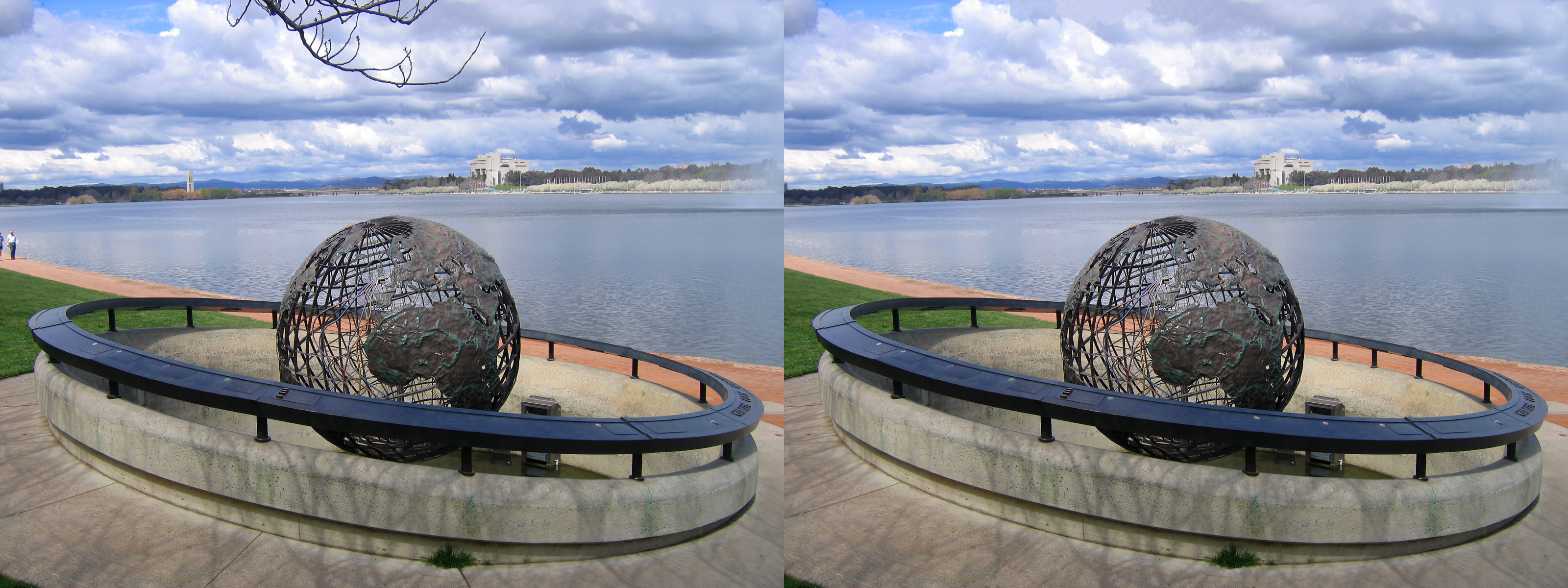
Versió amb foto del joc de les diferències

La Cerca d'errors o joc de les diferències és un passatemps gràfic que consisteix a buscar les diferències que existeixen entre dos gràfics, dibuixos o fotografies, aparentment iguals, en els quals s'han modificat subtilment un determinat nombre de punts que els fa diferents. Es troben normalment en els llibres d'activitats per als nens o en periòdics.
La solució a l'enigma requereix concentració i destresa visual, i la resposta apareix amb freqüència als voltants de la vinyeta o en una pàgina de resposta del llibre.